# Toy Love
Toy Love è stato un gruppo rock neozelandese.

## Storia del gruppo
Chris Knox e Alex Bathgate formarono nel 1977 a Dunedin un gruppo punk rock ispirato dai Sex Pistols, "Enemy"; poco dopo i due si trasferirono a Auckland dove, con l'aggiunta del bassista Paul Kean, cambiarono nome al gruppo in "Toy Love". Qui riuscirono a registrare tre singoli, Rebel, Don't Ask Me e Bride of Frankenstein, che riscossero un certo successo all'interno del genere della new wave locale, seguiti da un album omonimo pubblicato nel 1980 dalla WEA. Tutti questi dischi riuscirono a entrare in classifica.
Dopo una serie di concerti in Australia, il gruppo fece ritorno in Nuova Zelanda dove intraprese un tour che riscosse un certo successo ma, nonostante anche l'album avesse raggiunto la posizione n. 4 in classifica, il gruppo si sciolse nel settembre 1980.

## Discografia
Album in studio
- 1980 - Toy Love

Compilation
- 2005 - Cuts

Singoli
- 1979 - Rebel
- 1980 - Don't Ask Me
- 1980 - Bride of Frankenstein

Ep
- 1980 - Toy Love EP

Dal vivo
- 2012 - Live at the Gluepot

## Membri
- Chris Knox: voce
- Alex Bathgate: chitarra
- Mike Dooley: batteria
- Jane Walker: tastiere
- Paul Kean: basso